# MPM (模型メーカー)
MPM (MPM Production Ltd.)は、1990年に設立されたチェコの模型メーカーである。MPM以外に、Special Hobby、Azur等の複数のブランドを持ち、主にプラモデルの製造販売を行っている。子会社として主にレジンキャスト製のキットやディテールパーツを製造するCMKがある。
2016年1月1日に、正式社名を Special Hobby s.r.o. (Special Hobby Ltd.) に変更した。社名変更の理由として、MPMという名前を持つ別の企業との混同を避ける事、MPMのブランドのうちSpecial Hobbyの製品群が最も充実し知名度もある事、が挙げられている。

## 概要
MPMは1990年にチェコスロバキアのプラハで設立された。当初はバキュームフォームキットの製造販売を行っていたが、1991年に樹脂型を使用した最初の簡易インジェクションキット、1/72スケールBü 181を発売した。
MPMは簡易金型による簡易インジェクションキットを発売した最も初期のメーカーの一つである。初期の簡易インジェクションでは、原型師の作成した原型を直接耐熱性の樹脂で型取りしたものを使用して、低圧でポリスチレンを射出成形していた。そのため、表面のモールドは美しかったものの型取り時のゆがみのために部品の組み合わせの精度は低く、位置決め用のピンなども無いため組み立ての難度は高かった。また、低圧の成形では薄く透明度の高い部品を作るのが難しかったため、キャノピーには塩ビ板を真空成形した部品が使用されていた。さらに、通常の金型に比べ型が非常に脆弱なため、型の劣化によって成形品に傷やゆがみ、バリなどが発生し、バッチごとに品質に差が生じることもあった。しかし、これらの欠点にもかかわらず、従来のインジェクションキットでは出ていなかった機種の選定と、バキュームフォームやレジンキャストのキットに比べると遥かに組み立てやすそうな材質とパーツ構成によって、簡易インジェクションキットはモデラーに受け入れられ、会社は成長していった。その後同様の簡易インジェクションキットを作るメーカーはいくつも現れたが、MPMは製品の質と量においてトップクラスの地位を保っている。
さらに製品の質を上げるため、MPMは軽合金型を導入している。これは電鋳技術を用いて型取りを行うもので、従来の樹脂型に比べて精度が高く、型の寿命も長い。また、透明部品も射出成形が可能であり、キットの品質は通常の射出成形キットとほとんど変わらないものとなっている。

## 主なブランド
MPMは製品の内容によっていくつかのブランドを使い分けている。以下にその主なものを示す。
MPM
簡易インジェクションによる航空機のプラモデルのシリーズ。スケールは1/48と1/72。2010年現在発売されているものは殆ど透明部品も含めて軽合金型を用いて射出成形されているが、初期のものは樹脂型を用いており、キャノピーは真空成形部品だった。レジンキャストや、エッチング製の部品を加えたupgradedと呼ばれるキットもある。かつてはエレール等の他社製のキットに自社製の部品を追加した商品もあった。一貫して従来インジェクションキットが存在しなかったり、1960年代頃までの古い時期に作られたキットしか存在しなかった、比較的マイナーな機種やタイプをモデル化している。
Special Hobby
簡易インジェクションによる航空機のプラモデルのシリーズ。スケールは1/32、1/48、1/72。一部を除き樹脂型を用いており、ディテール用にレジンキャストや、エッチング製の部品を含む場合が多い。型の寿命は約3年。初期の製品は、第二次世界大戦末期のドイツ計画機などMPMブランドより更にマイナーな機体がモデル化されていたが、現在のラインナップは機種選択の面でMPMブランドと明確な傾向の差は見られない。
Special Armour
軽合金型を用いた1/72スケールのAFVモデルのシリーズ。
Special Navy
簡易インジェクションによる1/72スケールの潜水艦モデルのシリーズ。レジンキャストとエッチング製の部品が付属する。
Azur
フランスのアドバイザーおよび後援者の協力により生産されている航空機モデルのシリーズ。キットの内容はSpecial Hobbyとほぼ同じであるが、機種はフランス機およびフランスで使用された機体に特化している。
Condor
軽合金型を用いた1/48と1/72スケールの航空機モデルのシリーズ。MPMのブランドの中で最も早く軽合金型を採用したが、現在では内容的にMPMブランドとの差は見られない
CMK
1992年に設立された子会社で、主にレジンキャスト製のフルキットやディテールアップ用パーツの生産販売を行う。
Planet Models
CMKの持つブランドで、1/32、1/48、1/72の航空機と、1/200潜水艦のレジンキャスト製キットのシリーズ。